# Gracianskij Omega
Gracianskij Omega (ukrajinsky: Граціанський Омега), někdy též zvaný pouze Omega byl sovětský lehký letoun navržený pilotem a inženýrem Alexejem Nikolajevičem Gracianským, který později získal titul Hrdina Sovětského svazu. Letoun byl navrhnut a vyroben na Ukrajině Charkovským státním leteckým výrobním podnikem (Ха́рківське держа́вне авіаці́йне виробни́че підприємс́тво) v první polovině 30. let 20. století.

## Vznik a vývoj
Opravárenská továrna v Charkově (Ukrvozduchpuť) byla založena v roce 1923, od roku 1926 zde byla projekční kancelář Konstantina Kalinina a během sovětské éry fungoval podnik pod různými názvy. Charkovský letecký závod byl od roku 1926 mohutně modernizován pro výrobu letounů na základě koncese německé firmy Junkers. Po odkoupení práv od Junkerse a převzetí Sovětským svazem byl od roku 1927 hlavním konstruktérem Charkovského státního leteckého výrobního podniku Konstantin Alexejevič Kalinin. Na konstrukci a na zkušebních testech jeho letounů Kalinin K-2, K-4, K-5, K-7 a K-9 se podílel i A. N. Gracianskij.
V roce 1931 navrhl Gracianskij vlastní projekt, dvoumístný turistický, cvičný letoun Leninská jiskra (Ленинская искра), který získal první cenu v soutěži o návrh výcvikových letadel, kterou vypsala Ústřední rada ukrajinského Osoaviachim (Осоавиахим, pozdější DOSAAF). Podle tohoto projektu bylo v Charkovském leteckém závodě vyrobeno v únoru 1933 letadlo s názvem Omega.
První lety byly provedeny v roce 1933 zkušebním pilotem B. N. Kudrinem na charkovském letišti Sokolniki (IATA: HRK, ICAO: UKHH). Původně byl letoun osazen sovětským motorem NAMI-65 (M-23), který však byl kvůli vibracím brzo nahrazen československým hvězdicovým motorem Walter NZ-60.
Letoun Omega byl jedinou, samostatnou konstrukcí A. N. Gracianského. Charkovský letecký závod se v pozdějších letech zabýval výrobou letounů Jakovlev, Tupolev a Antonov. Ještě v roce 1960 působil Gracianskij jako náměstek šéfkonstruktéra Olega Antonova. Až do roku 1968 působil ve funkci zástupce generálního projektanta. Letouny Antonov se v Charkově vyrábí i v 21. století.

## Popis letounu
Letoun Omega byl lehký, dvoumístný dolnokřídlý jednoplošník smíšené konstrukce. Trup měl svařovaný rám z ocelových trubek. Velké protáhlé křídlo lichoběžníkového tvaru (λ = 9) bylo s jedním nosníkem, se štěrbinovými klapkami a s překližkovým potahem. Křidélka na zadní hraně křídla byla téměř po celé délce křídla. Ocasní část byla vyrobena z masivního dřeva. Stabilizátor svislé ocasní plochy měl variabilně měnitelný úhel za letu. V krytém kokpitu, který byl vybaven zdvojeným řízením, byla sedadla pilotů v tandemovém uspořádání. Za sedadly byl zavazadlový prostor s nosností až 260 kg. Kolový podvozek s kapkovitými kapotážemi měl rozchod kol 1,75 m. Během skladování a přepravy mohlo být křídlo sklopeno podél trupu.

## Použití
Letadlo mělo dobré letové vlastnosti a bylo snadno ovladatelné. Jeho provozní vlastnosti nevyžadovaly velké náklady a jeho přínosy byly docela přijatelné pro letadlo této třídy. Letoun byl schopen provádět i akrobacii. Bylo převedeno na poltavskou pilotní školu Osoaviachim, kde bylo používáno po dlouhou dobu. V roce 1941 bylo letadlo zničeno při bombardování hned na počátku Velké vlastenecké války.

## Uživatelé
- Sovětský svaz
  - Poltavská pilotní škola Osoaviachim (Celoukrajinská škola pilotů, Всеукраїнська школа льотчиків)

## Specifikace

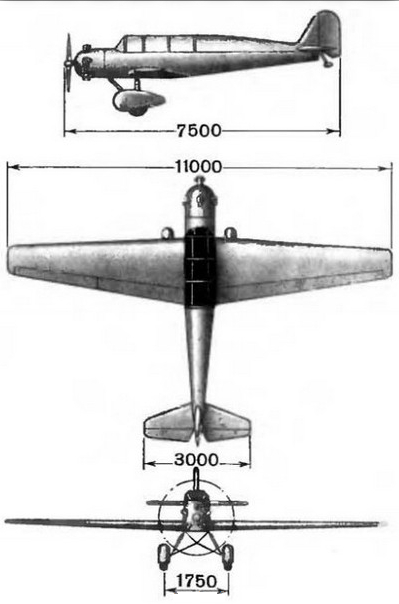
Gracianskij Omega (skica)

Údaje dle

### Technické údaje
- Posádka: 2
- Rozpětí křídla: 11,0 m
- Délka: 7,5 m
- Výška: 2,8 m
- Nosná plocha: 15,0 m2
- Plošné zatížení: 43,5 kg/m2
- Hmotnost prázdného letounu: 380 kg
- Vzletová hmotnost: 650 kg
- Pohonná jednotka: vzduchem chlazený hvězdicový pětiválcový motor Walter NZ-60
  - nominální výkon: 60 k (44 kW) při 1400 ot/min
  - vzletový výkon: 75 k (55 kW) při 1750 ot/min
- Vrtule: dřevěná, dvoulistá vrtule s pevnými listy

### Výkony
- Maximální rychlost: 170 km/h
- Cestovní rychlost: 145 km/h
- Přistávací rychlost: 60 km/h
- Dolet: 1 000 km
- Dostup: 4 500 m